# Людовик XII
Людови́к XII (27 червня 1462 — 1 січня 1515) — король Франції з династії Валуа. Правив між 1498 та 1515 роками. Син герцога Орлеанського Карла I та Марії Клевської.

## Життєпис

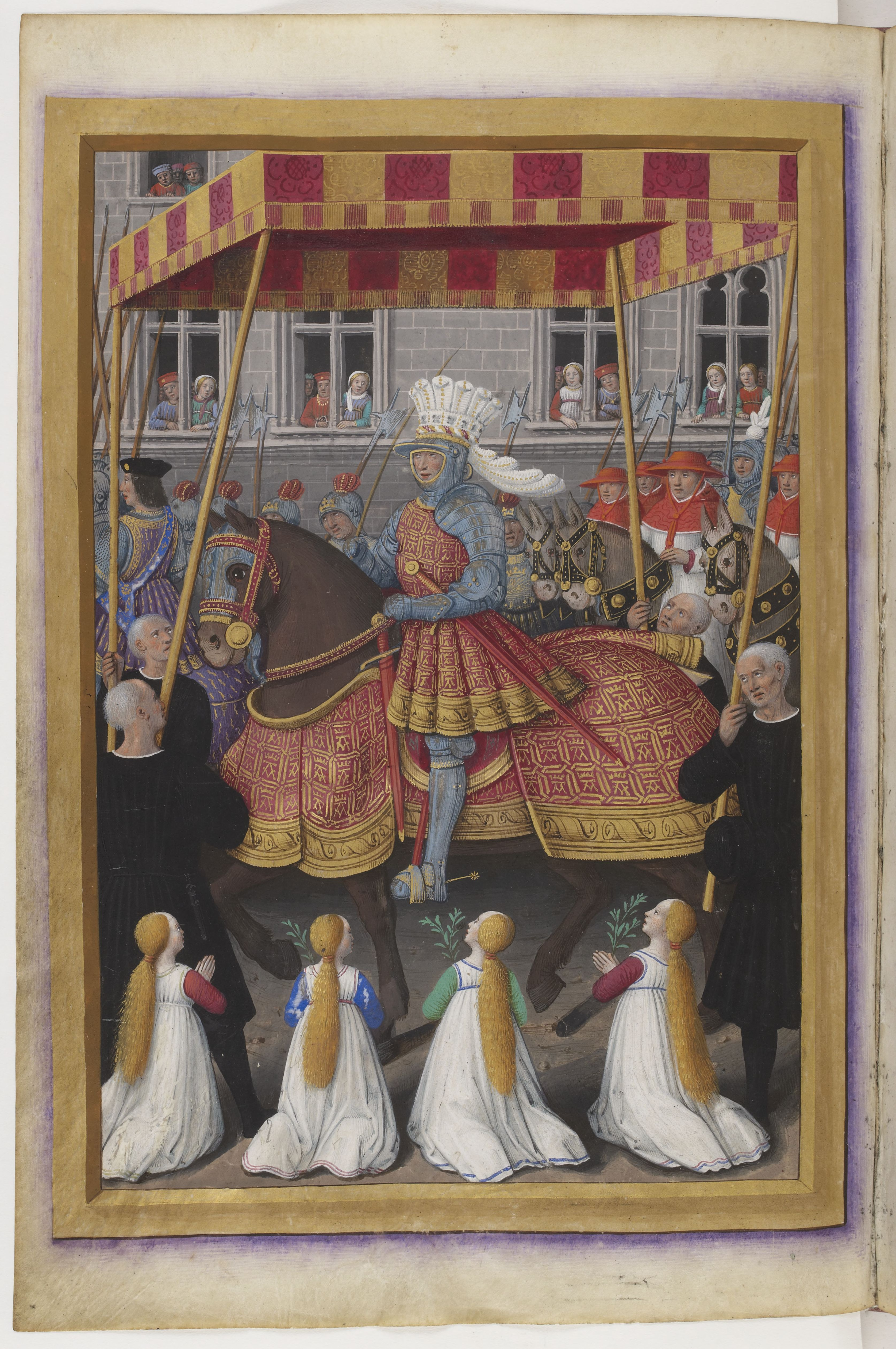
Вхід Людовика XII в Геную

Людовик народився у замку Блуа 27 червня 1462 року. Йомовірність того, що він успадкує французький трон була дуже мізерною, адже він знаходився на третьому місці серед претендентів на корону, після брата короля та свого власного батька. Людовик XII був правнуком Карла V, і це давало йому право претендувати на трон, але за умови, що король та його брат помруть, не залишивши після себе спадкоємців чоловічої статі, або ці спадкоємці помруть раніше Людовика, не залишивши законних синів.
У 1465 році, після смерті свого батька, успадкував титул Герцог Орлеанський.
1476 року король Людовик XI Розсудливий, бажаючи припинити неперервність Орлеанської лінії, одружив Людовика зі своєю дочкою Жанною Французькою. Після смерті тестя Людовик у союзі з герцогами Бретанським, Бурбонським та Лотарінзьким очолив боротьбу зі своячкою Анною де Боже, регентом малого Карла VIII (так звана «Божевільна війна»).
Виступ зазнав невдачі, Людовик потрапив у полон і протягом 1488—1491 років був ув'язненим у Бурже. Під час італійського походу Карла в 1494—1495 роках Людовик командував військами в Асті. Коли у 1498 році Карл помер, не залишивши спадкоємців, на трон зійшов Людовик. Щоб напевно утримати Бретань, він з дозволу папи Олександра VI розвівся з Жанною і в 1499 році одружився з вдовою Карла Анною Бретанською. У тому ж році Людовик вторгся до Італії і захопив Міланське герцогство, на яке претендував як нащадок герцога Джангалеаццо Вісконті по жіночій лінії.

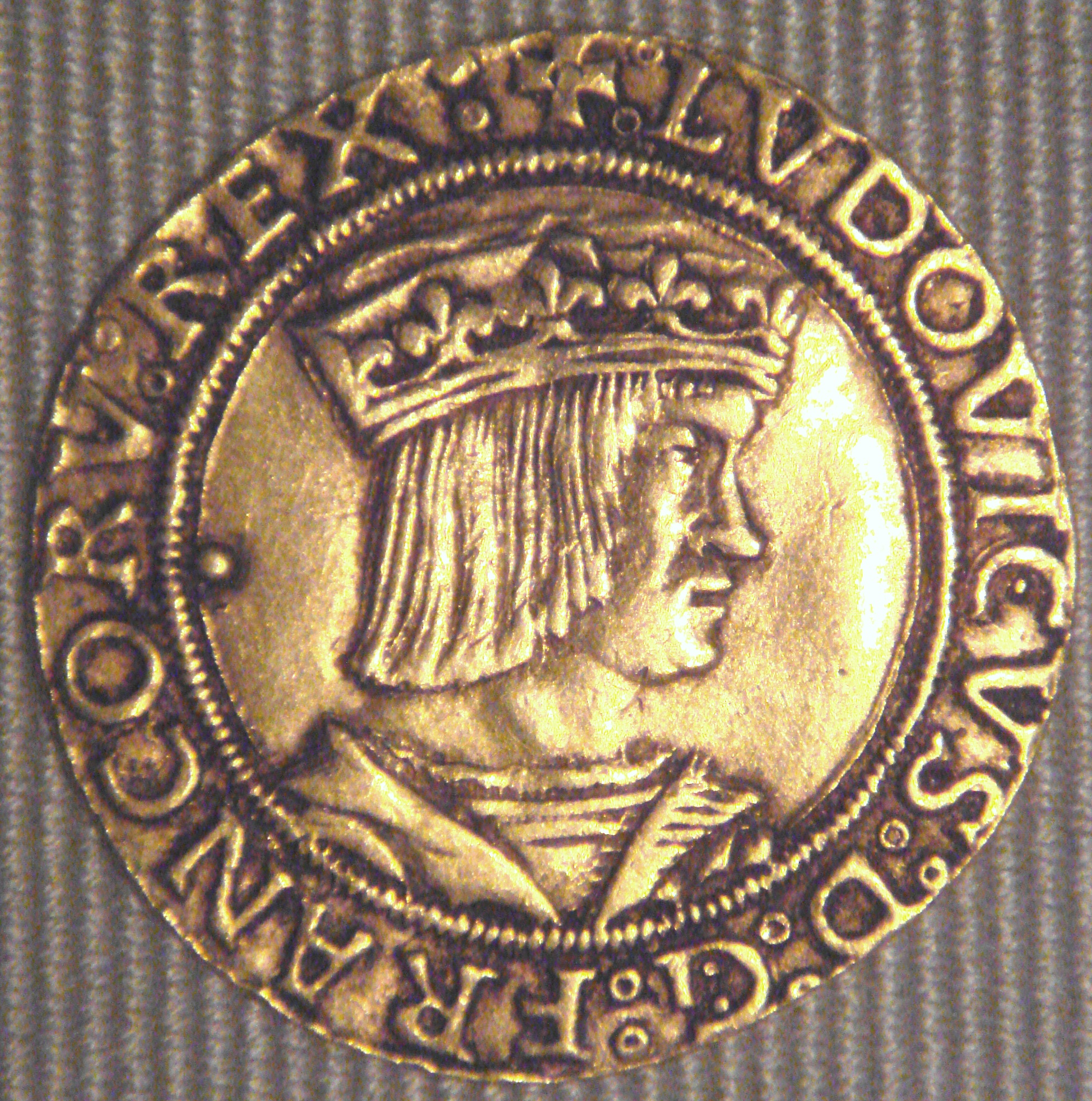
Монета з зображенням Людовика XII. 1514 рік

У 1501 році Франція за заздалегідь укладеною угодою розділила з Іспанією Неаполітанське королівство (вигнавши Фрідріха III). Проте між колишніми союзниками спалахнула війна, і вже в 1504 році французи втратили всі володіння на півдні Італії. Продовжуючи активні дії на півночі, в 1507 році Людовик зайняв Геную і приєднався до направленої проти Венеції Камбрейської ліги (куди входили також папа Римський, імператор Священної Римської імперії і король Іспанії).
Таким чином, у військовому відношенні правління Людовика XII завершилося катастрофою, хоча йому і вдалося укласти мир з Англією, за умовами якого він за три місяці до смерті одружився з сестрою Генріха VIII Марією.
До кінця свого правління втратив усі завойовані в Італії землі. Потребуючи сильної армії та зміцненні свого становища у Франції, провів ряд реформ з реорганізації війська та впорядкуванню суду, оподаткування, монетної системи, через що отримав прізвисько «Батько Народу».

## Родина
1 Дружина — Жанна Валуа (1464-1505), дочка короля Людовіка XI та Шарлотти Савойської. Шлюб був анульований 22 грудня 1498 як безплідний.
2 Дружина — Анна Бретонська (1477-1514), дочка Франциска II, герцога Бретані, та Маргарити де Фуа.
Діти:
- Клод Французька (1499-1524), герцогиня Бретані та Беррі; чоловік (з 18 травня 1514 р.) Франциск I (1494—1547), граф Ангулемський, потім король Франції.
- Син померлий при народженні (1500).
- Франциск (1503).
- Рене Орлеанська (1510-1575) — герцогиня Шартрська, відома в Італії під ім'ям Ренати Французької, чоловік Ерколе II д'Есте (1508—1559) — герцог Феррари, Модени та Реджіо.
- Син (1512).
- Клод
- Рене

3 Дружина — Марія Тюдор (1496-1533), принцеса Англійська, дочка короля Генріха VII та Єлизавети Йоркської.
Діти: не було